# Calinog
Calinog ist eine philippinische Stadtgemeinde in der Provinz Iloilo. Sie hat 60.413 Einwohner (Zensus 1. August 2015). Eine bedeutende Bildungseinrichtung in der Gemeinde ist der Campus der West Visayas State University.

## Baranggays
Calinog ist politisch in 59 Baranggays unterteilt.
| - Agcalaga - Aglibacao - Aglonok - Alibunan - Badlan Grande - Badlan Peque?o - Badu - Balaticon - Banban Grande - Banban Peque? - Binolosan Grande - Binolosan Peque? - Cabagiao - Cabugao - Cahigon - Barrio Calinog - Camalongo - Canabajan - Caratagan - Carvasana | - Dalid - Datagan - Gama Grande - Gama Peque?o - Garangan - Guinbonyugan - Guiso - Hilwan - Impalidan - Ipil - Jamin-ay - Lampaya - Libot - Lonoy - Malaguinabot - Malapawe - Malitbog Centro - Mambiranan - Manaripay - Marandig | - Masaroy - Maspasan - Nalbugan - Owak - Poblacion Centro - Poblacion Delgado - Poblacion Rizal Ilaud - Poblacion Ilaya - Baje San Julian - San Nicolas - Simsiman - Tabucan - Tahing - Tibiao - Tigbayog - Toyungan - Ulayan - Malag-it - Supanga |